# مستشفى بهمن (بيروت)
مستشفى بهمن (بالإنجليزية: Bahman Hospital)‏ هي مستشفى تابعة لجمعية المبرات الخيرية وقد تأسست عام 1999 بحارة حريك في بيروت لتقديم الرعاية الصحية الممتازة للجميع، وبمرور الأعوام تكبر المستشفى ويتم تزويدها بالمزيد من أحدث التقنيات العالمية وخبرات الأطباء لخدمة لبنان والمنطقة.

## سبب التسمية
تمت تسميته تكريماً للراحل الحاج الكويتي "عبد الحسين بهمن" الذي تبرع لإنشاء هذا الصرح الطبي في قلب حارة حريك في ضاحية بيروت الجنوبية.

## الموقع
موقع مستشفى بهمن يجعلها دائمًا على أهبة الاستعداد للمواجهة، فقد ارتبط اسم مستشفى بهمن على مدى السنوات بكافة التفجيرات الإرهابية التي ضربت أكثر من منطقة في الضاحية الجنوبية لبيروت، وساعد موقعه في استقبال شهداء وجرحى التفجيرات الذين فاق عددهم في تفجير الرويس 160 إصابة، ومن هنا يؤكد مدير المستشفى المهندس علي كريم أن «المستشفى يتعاطى مع الأزمات الطارئة سواء التفجيرات أو الحروب استناداً إلى خطة طوارئ خاصة بالأزمات، يشارك في تنفيذها الكادر الطبي بأكمله من أطباء وممرضين ورؤساء الأقسام والدوائر، كل شخص يعرف طبيعة مهامه خلال الأزمة، ينفذ بشكل تلقائي ما يتوجب عليه خلال أي ظرف استثنائي»، يقوم المستشفى بدوره في حماية اللبنانيين بتوفير الخدمات الطبية الشاملة، ولذلك تمت مكافأته عام 2017 بفوزه بجائزة المستشفى العربي المتميز بالأعمال الإنسانية التابع لمشروع صندوق الفرح ضمن جوائز اتحاد المستشفيات العربية.

## الخدمات الطبية
يمتد المستشفى على مساحة 20 ألف متر مربع ويتكون من 14 طابقاً، ويضم 200 سرير وحاليًا يتم العمل على تأهيله لاستيعاب 400 سرير، ويضم المستشفى العديد من الأقسام التي توفر الخدمات الطبيّة المختلفة للمرضى وهي:
- قسم العمليات الذي يضم 7 غرف كل حسب الاختصاص
- مختبر القلب
- أقسام العناية المركزة: العناية المركزة لحديثي الولادة، العناية المركزة القلبية والعناية المركزة الطبية والجراحية
- قسم العلاج الفيزيائي
- قسم الغسيل الكلوي يضم 16 ماكينة لغسل الكلى مع مشروع لزيادة عددها إلى 30
- قسم الطوارئ، بالإضافة إلى أقسام خاصة للأطفال والأمراض النسائية.
- دائرة الآشعة مجهزة بأحدث الماكينات بما في ذلك الرنين المغناطيسي والتصوير الطبقي الثلاثي الأبعاد،بالإضافة إلى وحدة خاصة لتفتيت الحصى
- مختبر مركزي واسع بالإضافة إلى قسم الأنسجة وبنك الدم
- عيادات تخصصية موزعة على 28 عيادة في طابقين
- مراكز الفحوصات التخصصية مثل قسم التنظير وقسم القلب للتخطيط والصور الصوتية وفحص الإجهاد وقسم التخطيط السمعي والبصري وتخطيط الدماغ والأعصاب
- عشرة أجنحة للمرضى المقيمين
- جناح مستقل للجراحة النسائية والتوليد
- جناح خاص في الطابق التاسع لمرضى الدرجة الأولى، وقد تم استحداث وحدة ما قبل الدخول لإتمام كامل التحضيرات الطبيّة الخاصّة بالمرضى قبل دخولهم إلى المستشفى لتوفير وقتهم حيث يتم الاهتمام بصحتهم عبر طاقم متكامل لإجراء جميع الفحوصات والإجراءات اللازمة قبل إجراء العملية كما يتم تزويد المريض بكامل المعلومات المتعلّقة بإقامته في المستشفى.
- ومع زيادة أعداد المصابين بالسرطان في لبنان وحرصاً من المستشفى على صحة السيدات والأمهات، قامت المستشفى بتوفير أحدث جهاز تصوير رقمي ثلاثي الأبعاد للثدي ليقوم باكتشاف أي تشوهات أو خلايا غريبة للكشف عن سرطان الثدي.[3]